# Karang Dapo (Semidang Gumay)
Karang Dapo is een bestuurslaag in het regentschap Kaur van de provincie Bengkulu, Indonesië. Karang Dapo telt 384 inwoners (volkstelling 2010).